# Stadtgliederung Bochums

Übersichtsgrafik

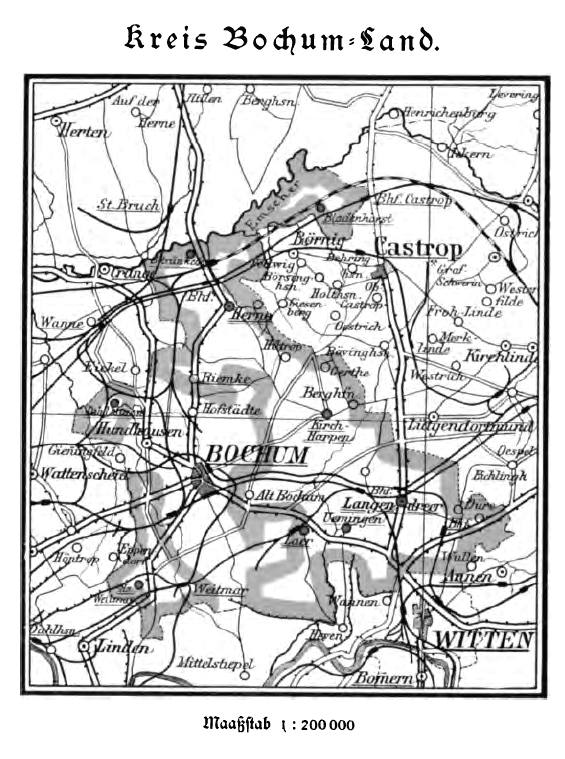
Kreis Bochum, 1907

Die Stadt Bochum ist in sechs Stadtbezirke unterteilt, die wiederum aufgrund der Gemeindeordnung für das Land Nordrhein-Westfalen in statistische Bezirke aufgeteilt sind. Insgesamt lebten 2022 in Bochum auf einem Stadtgebiet von 145,7 km² Fläche 372.854 Einwohner.
Die heutige Stadtgliederung geht teilweise auf historische Bauerschaften zurück, die im Mittelalter zum Amt Bochum gehörten. Bei der preußischen Landesvermessung in den Jahren 1823 bis 1824 wurde ein Urkataster erstellt, und Gemarkungen erstellt. Später waren einige heutige Stadtteile eigenständige Gemeinden im Landkreis Bochum (1817–1929) und wurden schrittweise eingemeindet, bis der Kreis ganz aufgelöst wurde.
Bochum gliedert sich in 28 Gemarkungen, deren Name häufig der eingemeindeten Gebietseinheit entspricht.

## Liste

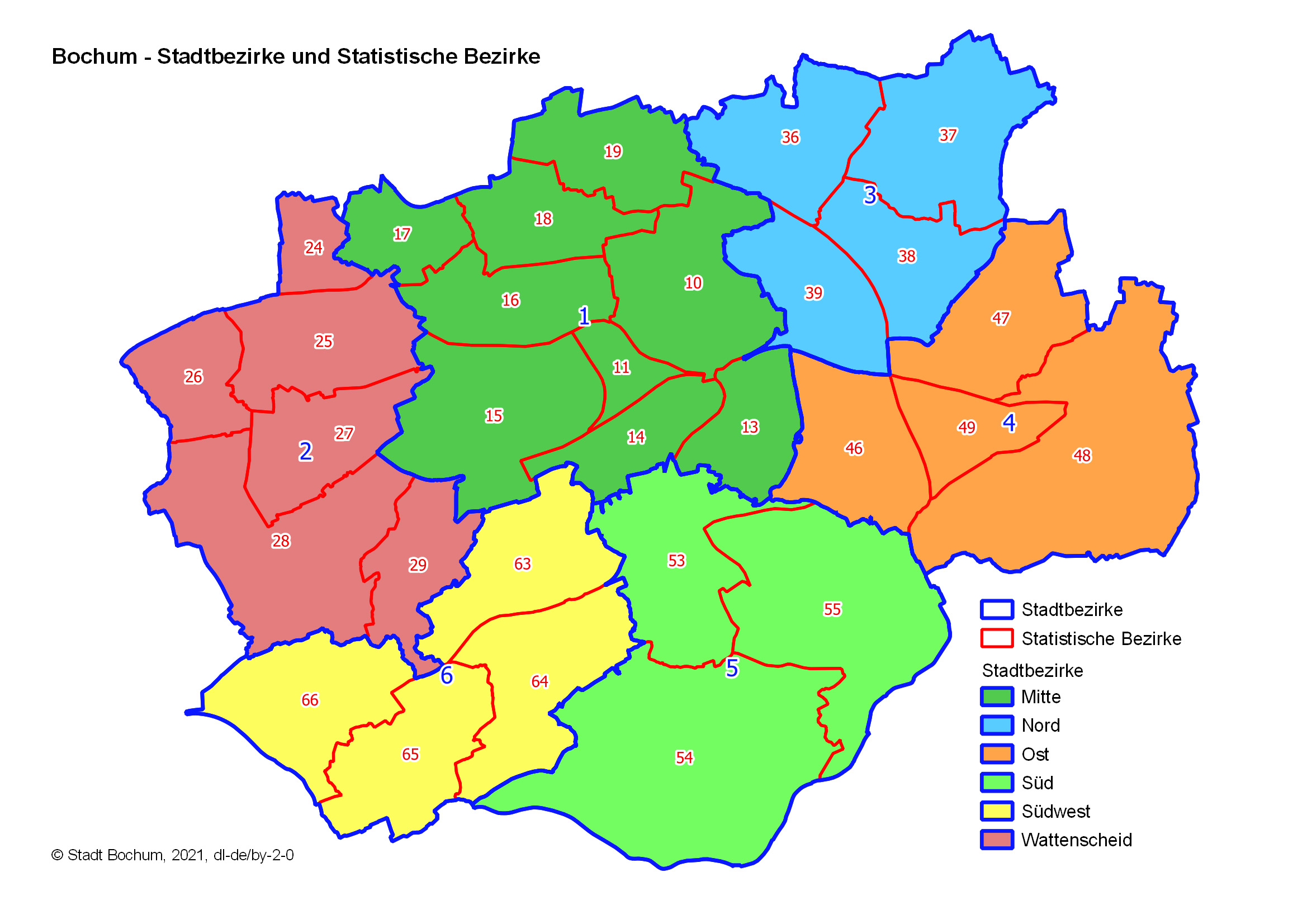
Stadtbezirke und Statistische Bezirke in Bochum

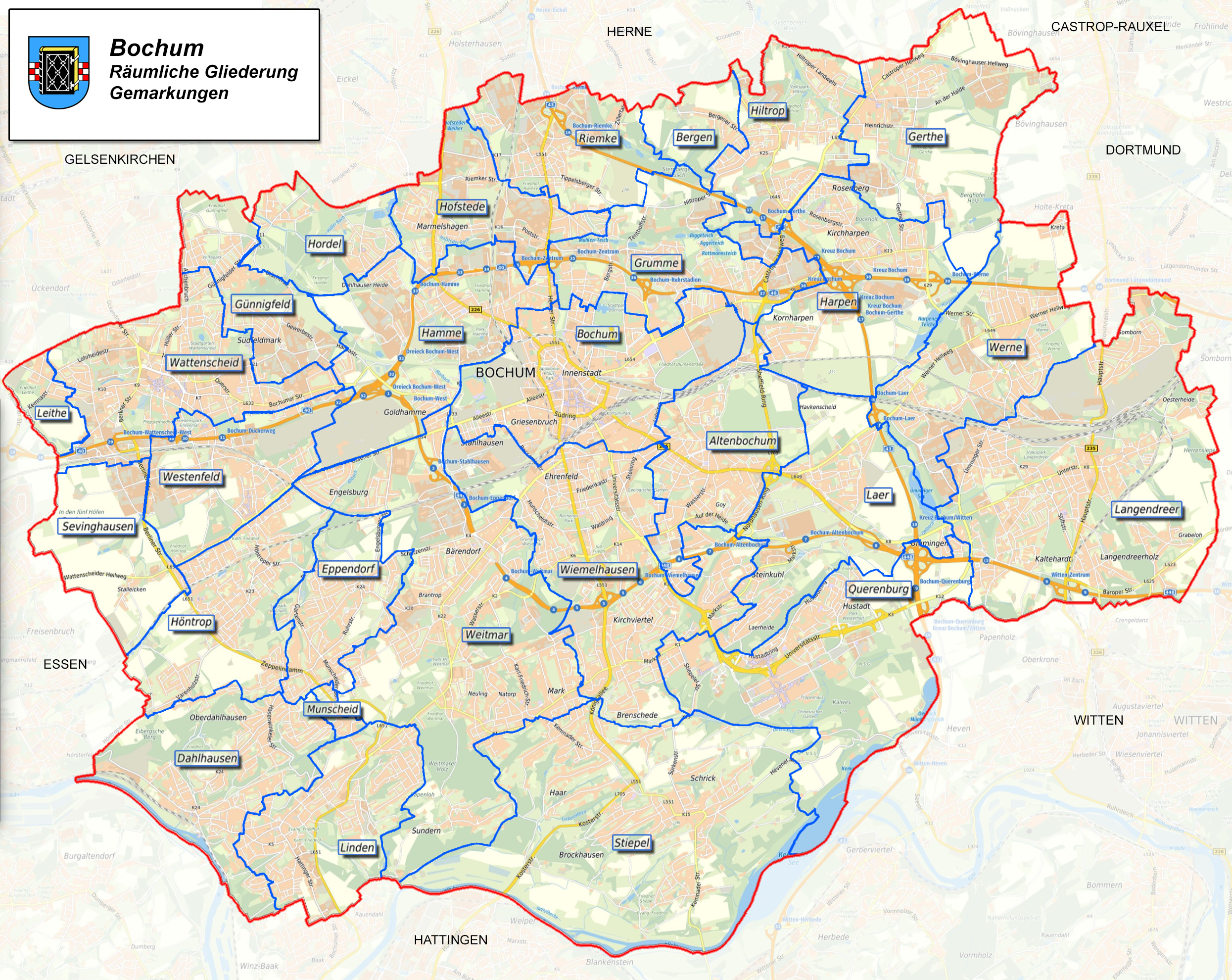
Offizielle Gemarkungen der Stadt Bochum

Die Tabelle gibt die Stadtbezirke und deren Aufteilung in statistische Bezirke an.
Im Alltag werden oft noch die überlieferten Stadt- oder Ortsteile benutzt; diese haben aber keinen offiziellen Charakter. Die statistischen Bezirke orientieren sich allerdings an den überlieferten Ortsteilen und sind daher oft ähnlich.
In der Tabelle sind Ortsteile, die nicht als statistischer Bezirk existieren, in Klammern hinter dem entsprechenden statistischen Bezirk angegeben.
| Nr. | Stadtbezirk         | Statistische Bezirke und Viertel (nicht offizielle Ortsteile in Klammern) | Fläche (km²) | Einwohner |
| --- | ------------------- | --- | ------------ | --------- |
| I   | Bochum-Mitte        | Altenbochum mit Buselohstraße, Hauptfriedhof, Goy und Velsstraße (Statistischer Bezirk Nr. 13) Grumme mit Auf der Prinz, Grumme-Zentrum, Lessings Bochumstraße, Krümmende, Polizeikaserne, Prattwinkel, Stadtpark, Stahlwerke, St.-Josefs-Hospital (Statistischer Bezirk 10) Gleisdreieck mit Brückstraße, Dr.-Ruer-Platz, Imbuschplatz, Hauptbahnhof, Landgericht, Marienkirche, Ostring und Rathaus (hier liegt auch das Quartier Gerberviertel) (Statistischer Bezirk 11) Kruppwerke mit Elbinger Straße, Engelsburger Straße, Griesenbruch, Goldhamme, Röntgenstraße, Werk Gussstahl, Werk Höntrop (in dem statistischen Bezirk liegt auch Stahlhausen, die Ortslage Engelsburg besteht aus dem Bereich Engelsburger Straße und Röntgenstraße) (Statistischer Bezirk 15) Südinnenstadt mit Ehrenfeld, Kortumpark und Wiemelhauser Tor (Statistischer Bezirk 14) Hamme mit Bahnhof Präsident, Carolinenglück Feldsieper Straße, Hamme Zentrum (außerdem liegen hier Hundhamme und Maarbrücke) (Statistischer Bezirk 16) Hofstede mit Gemeindestraße, Grummer Straße, Hannibal, Marmelshagen, Schlachthof, Speicherstraße, Wedag (Statistischer Bezirk 18) Hordel mit Blumenkamp, Dahlhauser Heide, Hannover und Unterhordel (Statistischer Bezirk 17) Riemke mit Am Zillertal, Auf dem Dahlacker, Graetz, Rensingstraße und Tippelsberger Straße (Nr. 19) (Die Gemarkung Bochum, welche im Groben den alten Stadtgrenzen vor 1904 entspricht, wird manchmal als Innenstadt bezeichnet. Sie liegt in den statistischen Bezirken Gleisdreieck sowie teilweise in Kruppwerke, Hamme, Grumme und Südinnenstadt.) | 32,60        | 102.790   |
| II  | Bochum-Wattenscheid | Günnigfeld (hier liegt die alte Bauerschaft Aschenbruch) (Statistischer Bezirk Nr. 24) Höntrop mit Eiberg, Höntrop-Nord, Höntrop-Süd und Sevinghausen (hier liegt auch die in Stadtplänen eingezeichnete Ortslage Stalleicken) (Statistischer Bezirk Nr. 28) Leithe mit Holland und Krayer Straße (Statistischer Bezirk Nr. 26) Wattenscheid-Mitte mit Heide, Südfeldmark, Stadtgarten und Wattenscheid-Rathaus (Statistischer Bezirk Nr. 25) Westenfeld mit Westenfeld-Nord und Westenfeld Süd (Statistischer Bezirk Nr. 27) Eppendorf mit Munscheid (Statistischer Bezirk Nr. 29) | 23,87        | 072.736   |
| III | Bochum-Nord         | Bergen/Hiltrop mit Breden Feld, Bergen, Dorf Hiltrop, Grümerbaum, Hagenacker und Hiltroper Landwehr (Statistischer Bezirk Nr. 36) Gerthe mit Gerthe-Zentrum, Imprägnieranlage, Josef-Baumann-Straße, Schulzentrum und Stemke (Statistischer Bezirk 37) Harpen/Rosenberg mit Ecksee, Kirchharpen/Rosenberg und Ruhrpark (hier liegt auch die historische Ortslage Kirchharpen) (Statistischer Bezirk 38) Kornharpen/Voede-Abzweig mit Auf der Prinz, Caroline, Harpener Heide, Kornharpen, Milchhof und Voede-Abzweig (Statistischer Bezirk 39) | 18,86        | 036.550   |
| IV  | Bochum-Ost          | Laer mit Haus Laer, Havkenscheid, Havkenscheidsfeld, Laer-Mitte, Mutter Schulte, Opel 1 (Statistischer Bezirk 46) Langendreer mit Heimelsberg, Kaltehardt, Langendreer-Dorf, Langendreer-Holz, Langendreer-Oberdorf, Wilhelmshöhe (Statistischer Bezirk 48) Langendreer-Alter Bahnhof mit Alter Bahnhof und Industriestraße (Statistischer Bezirk 49) Werne mit Auf den Holln, Heinrich-Gustav-Straße, Helstraße, Limbeck, Werner Heide und Werne-Zentrum (Statistischer Bezirk 47) (Die historische Bauerschaft Ümmingen liegt in den statistischen Bezirken Laer, Langendreer, und Langendreer-Alt.-Bahnhof.) | 23,46        | 053.676   |
| V   | Bochum-Süd          | Querenburg mit Am langen Seil, Auf dem Kalwes, Hustadt, Laerheide und Ruhr-Universität, Steinkuhl (Statistischer Bezirk 55) Stiepel Auf der Vosskuhle, Dewinkelstraße, Dorf, In der Ey, Haar, Königsbusch und Oveney (als lokale Bezeichnungen gibt es noch Brockhausen und Schrick) (Statistischer Bezirk 54) Wiemelhausen/Brenschede mit Brenschede, Eickhoff, Mönninghoff, Paulstraße, Waldring, Wohlfahrtstraße (eine bekannte Bezeichnung ist zusätzlich das Kirchviertel) (Statistischer Bezirk 53) | 27,11        | 050.600   |
| VI  | Bochum-Südwest      | Dahlhausen mit Hedtberg, Hörsterholz, Keilstraße, Oberdahlhausen, Ruhrmühle und Unterdahlhausen (Statistischer Bezirk 66) Linden mit Chursbusch, Donnerbecke, Lewacker, Lindener Straße, Nevelstraße, Nordpol, Ostholz und Südbad (Statistischer Bezirk 65) Weitmar-Mark mit Weitmarer Holz, Weitmar-Mark und Sundern (die Ortslage Neuling liegt in diesem Bezirk) (Statistischer Bezirk 64) Weitmar-Mitte mit An der Holtbrügge, Bärendorf, Haus Weitmar und Wiesental (Statistischer Bezirk 63) | 19,50        | 054.745   |

Rechtsgrundlage ist § 35 Absatz 1 ff. GO NRW: „Die kreisfreien Städte sind verpflichtet, das gesamte Stadtgebiet in Stadtbezirke einzuteilen.“